# دياني نيلسون
دياني نيلسون (بالإنجليزية: Diane Nelson) هي مسيرة أعمال أمريكية، ولدت في 1968.